# Radicaal 80
Radicaal 80 is een van de 34 van de 214 Kangxi-radicalen dat bestaat uit vier strepen.
In het Kangxi-woordenboek zijn er 16 karakters die dit radicaal gebruiken.

## Karakters met het radicaal 80
| Strepen | Karakter |
| ------- | -------- |
| + 0     | 毋 毌    |
| + 1     | 母       |
| + 2     | 毎       |
| + 3     | 每 毐    |
| + 4     | 毑 毒    |
| + 9     | 毓       |

Groot zegelkarakter
Klein zegelkarakter